# G妹遊戲
G妹遊戲平台隸屬於優勢領航科技有限公司，是台灣一家只代理線上電子角色扮演遊戲的數位娛樂公司，於2012年建立。G妹遊戲名稱取自一系列構想，其中「G」取自英語單詞Game中的首字母，而「妹」則與英語中代表女僕的Maid同音。G妹遊戲早前被聞推出不少需要付出大量金錢才能增強實力的遊戲，令部分玩家因此感到不滿。
G妹遊戲主要從事網頁遊戲及手機遊戲營運，主打台灣，香港，澳門及部分亞洲市場。2012年2月1日，G妹遊戲平台正式上線。

## 遊戲代言&合作
- 《新仙劍》：主題曲《宿命橫著寫》由和田薰作曲、方文山填詞、歌手阿蘭演唱。
- 《風雲》：賴雅妍曾代言主角于楚楚，黃立優曾代言主角步驚雲。
- 《MU：大天使之劍》：劉雨柔、蘇心甯和大妞三位女士受邀成為遊戲宣傳大使。
- 《暗夜血姬》：聲優演員梶裕貴曾為遊戲男主角「夜刃」配音，聲優折笠富美子曾為血族少女「莉蘿·艾」配音。
- 《暗黑黎明》：曾邀請影壇國際巨星范冰冰進行代言及出席遊戲在台北的記者會。
- 《奇蹟MU：跨時代》：曾邀請武打巨星李連杰代言遊戲並成為遊戲中背景角色「奇蹟MU的使者」。

主要遊戲：
- 《英雄的榮光 》

英雄的榮光 主要英雄：
馬超 ，關羽 ，袁紹 ，蔡文姬 ，張遼 ，郭嘉 ，甘寧 ，孫堅
他們是開始時候大部分玩家用的英雄。

## 外部連結
- G妹遊戲平台官方網站 （页面存档备份，存于）